# Litouwen op het Eurovisiedansfestival
Litouwen deed in 2007 en 2008 mee aan het Eurovisiedansfestival.
Sinds 2009 wordt het festival niet meer gehouden.

## Lijst van Litouwse deelnames
| Jaar | Artiest                                        | Stijl                            | Plaats | Punten |
| ---- | ---------------------------------------------- | -------------------------------- | ------ | ------ |
| 2007 | Gabrielė Valiukaitė en Gintaras Svistunavičius | paso doble en Litouwse volksdans | 11     | 35     |
| 2008 | Karina Krysko en Saulius Skambinas             | rumba, chachacha en acrobatie    | 4      | 110    |

2007 · 2008 
Zie ook: Eurovisiesongfestival · Junior Eurovisiesongfestival · Eurovision Young Musicians · Eurovision Young Dancers · Eurovision Choir
Azerbeidzjan · Denemarken · Duitsland · Finland · Griekenland · Ierland · Litouwen · Nederland · Oekraïne · Oostenrijk · Polen · Portugal · Rusland · Spanje · Verenigd Koninkrijk · Wit-Rusland · Zweden · Zwitserland